# Ken Flach
Kenneth Eliot Flach (24. května 1963 St. Louis – 12. března 2018 San Francisco) byl americký tenista. Byl specialistou na čtyřhru a v roce 1985 se stal světovou deblovou jedničkou na žebříčku ATP. V mužské čtyřhře dvakrát vyhrál Wimbledon (1987, 1988), dvakrát US Open (1985, 1993). Na olympijských hrách v Soulu roku 1988 získal zlatou medaili. Dvakrát hrál finále Turnaje mistrů (1987, 1991). Ve všech těchto případech byl jeho partnerem krajan Robert Seguso, s jedinou výjimkou: poslední titul ve Flushing Meadows dobyl s pomocí Ricka Leache, společně porazili českou dvojici Martin Damm a Karel Nováček. Ve čtyřhře smíšené hrál obvykle s Kathy Jordanovou, získali titul ve Wimbledonu roku 1986 a ve stejné sezóně postoupili do finále Roland Garrros. Ve čtyřhře pomáhal i americkému daviscupovému týmu, nastoupil v Davisově poháru ke třinácti utkáním, z nichž 11 vyhrál. Jeho grandslamovým maximem ve dvouhře bylo 4. kolo, na žebříčku ATP pak 56. místo. Na turnajích vydělal 2 miliony dolarů. Kariéru ukončil roku 1996, poté se věnoval trénování na Vanderbilt University a hrál veteránské turnaje. Na začátku března 2018 se nachladil na golfu a zemřel krátce poté na sepsi.